# San Pedro Sacatepéquez
San Pedro Sacatepéquez – miasto w Gwatemali w departamencie Gwatemala. W 2006 roku miasto liczyło około 46 tys. mieszkańców. Przemysł spożywczy. 